# Lori McKenna

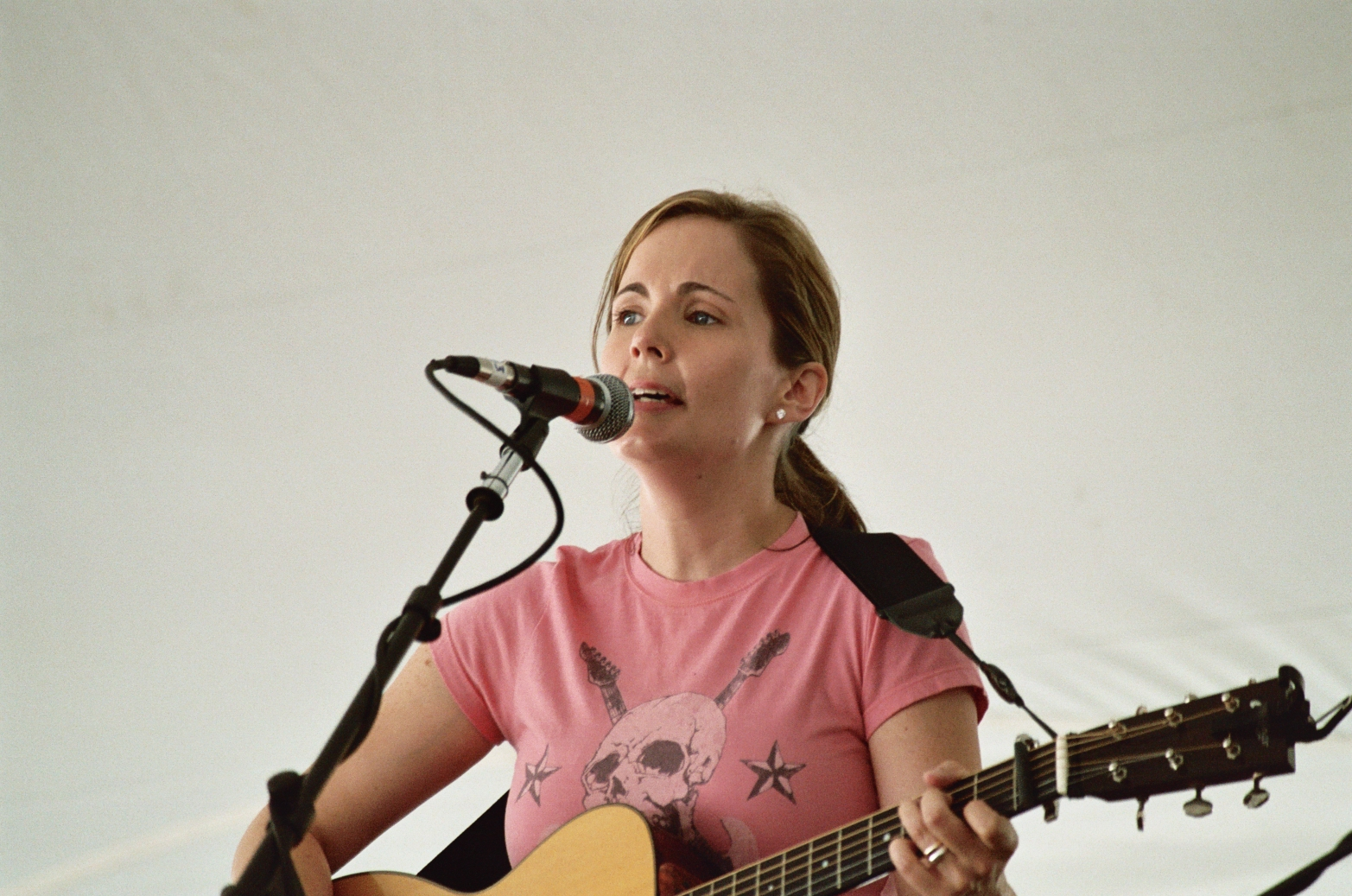
Lori McKenna. New Bedford Summerfest. 2006

Lori McKenna (nacida Giroux, nacida el 22 de diciembre de 1968) es una cantautora estadounidense de folk. Vive en Stoughton, Massachusetts con su marido y sus cinco hijos.
En 2016 fue nominada para el Premio Grammy a la Canción del Año y ganó el de Mejor Canción Country para la canción "Girl Crush", interpretada por Little Big Town. En 2017 de nuevo ganó el de Mejor Canción Country en la 59 ª Edición Anual de Premios Grammy por "Humble and Kind", interpretada por Tim McGraw.

## Carrera
McKenna comenzó a escribir canciones cuando era una adolescente, y se convirtió en una profesional de la composición a la edad de 27 años, cuando ya estaba casada y tenía tres hijos. Comenzó a cantar en las noches de open mic en Boston, en particular en el Blackthorn Tabern en las cercanías de Easton y finalmente en sus propios espectáculos. Trabajando con el mánager Gabriel Unger, McKenna publicó cuatro CD independientes: Paper Wings and Halo (producido por Seth Connelly), Pieces of Me (producido por Crit Harmon), The Kitchen Tapes (de producción propia), y Bittertown (producido por Lorne Entress). Durante este período grabó para Signature Sounds, ganó los premios de la ASCAP y los Boston Music Awards, actuó en el Festival de Cine de Sundance, en el Newport Folk Festival y en muchos lugares en el Noreste del país.
En 2004, McKenna firmó un acuerdo de publicación con Harlan Howard Music de Nashville después de que Mary Gauthier compartiera el Bittertown de McKenna con Melanie Howard. McKenna obtuvo más atención en 2005, cuando Faith Hill grabó covers de cuatro de las canciones de McKenna - tres de las cuales (incluyendo la canción del título) aparecieron en la versión de 2005 del álbum de Hill, Fireflies, la cuarta como exclusiva de iTunes Store.
McKenna compartió su contribución al álbum de Hill en una aparición en el programa de Oprah Winfrey junto con Hill, y firmó un acuerdo de registro con Warner Brothers Nashville. WB pronto relanzó Bittertown de McKenna en su etiqueta. En 2007, McKenna giró con Hill y Tim McGraw en el Soul2Soul Tour, acompañada por el cantautor e instrumentista Mark Erelli y el guitarrista Russell Chudnofsky.
Además de sus propios álbumes, McKenna ha contribuido con una versión de "In Your Eyes" de Peter Gabriel a la compilación "High School Reunion" de 2005. En 2007, McKenna grabó una versión de "The Needle and the Damage Done" de Neil Young para el CD Cinnamon Girl - Women Artists Cover Neil Young For Charity. Además, McKenna ayudó a escribir "La mayoría de mí", "El último error" y "¿No puedes simplemente adorarla?" en el álbum de Mandy Moore Wild Hope (2007), y "Everblue" en Amanda Leigh (2009). La canción de Lori McKenna "Bible Song" de Bittertown fue grabada por la artista country Sara Evans en su álbum 'Real Fine Place' lanzado en 2005. Lori también contribuyó una canción titulada "I'm Workin '", grabada por Tim McGraw en su álbum Let It Go, lanzado en 2007, así como una canción titulada "True Believer", grabada por Jimmy Wayne en su álbum de 2008, Do You Believe Me Now.
Unglamourous, fue lanzado el 14 de agosto de 2007, en Warner Bros Nashville. El álbum produjo dos singles. McKenna se separó de Warner Bros en 2008. Después UMPG Nashville firma a McKenna un acuerdo exclusivo de publicación. El siguiente álbum de Lorraine fue lanzado el 25 de enero de 2011 en Signature Sounds.
Su álbum, Massachusetts, fue lanzado el 23 de abril de 2013.
En 2013, tres canciones coescritas por McKenna entraron en las listas: "I Want Crazy" de Hunter Hayes, "Your Side of the Bed" de Little Big Town, y "Sober", también de Little Big Town.
En 2016, se convirtió en una de las únicas cinco mujeres solistas (las otras fueron Jennifer Nettles, Kimberly Perry, Gretchen Peters y K. T. Oslin) en ganar el premio CMA de "Canción del Año" y la primera mujer en ganar dos años consecutivos. En 2017, se convirtió en la primera mujer en los 52 años de historia de los Premios ACM en ganar el premio de "Compositor del Año".

## Discografía

### Álbumes de estudio
- 2000 - Paper Wings and Halo
- 2001 - Pieces of Me
- 2004 - The Kitchen Tapes
- 2004 - Bittertown
- 2007 - Unglamorous
- 2011 - Lorraine
- 2013 - Massachusetts
- 2014 - Numbered Doors
- 2016 - The Bird and the Rifle

## Premios y nominaciones
| Año  | Asociación                        | Categoría                                 | Nominado trabajo                                         |
| ---- | --------------------------------- | ----------------------------------------- | -------------------------------------------------------- |
| 2015 | Premios Country Music Association | Canción del Año                           | "Girl Crush" (compartido con Liz Rose y Hillary Lindsey) |
| 2016 | Premios Grammy                    | Canción del Año                           | "Girl Crush" (compartido con Liz Rose y Hillary Lindsey) |
| 2016 | Premios Grammy                    | Mejor Canción Country                     | "Girl Crush" (compartido con Liz Rose y Hillary Lindsey) |
| 2016 | Premios de la Música Country      | Canción del Año                           | "Girl Crush" (compartido con Liz Rose y Hillary Lindsey) |
| 2016 | Premios Country Music Association | Canción del Año                           | "Humilde y Amable"                                       |
| 2017 | Premios Grammy                    | Mejor Canción Country                     | "Humilde y Amable"                                       |
| 2017 | Premios Grammy                    | Mejor Interpretación de Raíces Americanas | "Naufragio"                                              |
| 2017 | Premios Grammy                    | Mejor Canción de Raíces Americanas        | "Naufragio"                                              |
| 2017 | Premios Grammy                    | Mejor Álbum De Americana                  | El Pájaro y el Rifle                                     |
| 2017 | Premios de la Música Country      | Compositor del Año                        | Lori McKenna                                             |
| 2017 | Premios de la Música Country      | Canción del Año                           | "Humilde y Amable"                                       |
| 2017 | Americana Music Honors y Awards   | Artista del Año                           | Lori McKenna                                             |
| 2017 | Americana Music Honors y Awards   | Canción del Año                           | "Naufragio"                                              |